# Lâu đài Stillfried
Lâu đài Stillfried (tiếng Ba Lan: Zamek Stillfriedów, tiếng Đức: Palais Stillfried) - nơi ở cũ của gia đình quý tộc Stillfried, có thành viên là nam tước, được xây dựng vào cuối thế kỷ 14, tuy nhiên các ghi chép sớm nhất của lâu đài là từ năm 1352. Lâu đài đã bị người Hussite đốt cháy. Khu nhà được mở rộng thành một lâu đài vào năm 11536-1550, 1593, 1633–1645 và 1675–1677, trong thời gian sở hữu Stillfrieds. Cấu trúc hình vuông hiện tại được xây dựng từ năm 1700 đến 1730 theo thiết kế của kiến trúc sư nổi tiếng người Ý Andrea Carove. Trong thời gian đó, tháp đã được tái dựng lại. Lâu đài được xây dựng lại phần lớn vào năm 1796; khi phòng thủ của lâu đài và khu nhà ở gần đó bị phá hủy. Lâu đài đã thay đổi chủ sở hữu cho đến năm 1819, khi nơi cư trú được sử dụng của giám đốc truyền giáo cho đến năm 1868. Từ những năm 1880, lâu đài được sử dụng làm trụ sở của KWK (tiếng Ba Lan: Kopalnia węgla kamiennego); Sau năm 1945, lâu đài được sử dụng làm hội đồng hành chính vào giữa năm 1954 và 1975 cho Nowa Ruda Powiat. Cho đến năm 2001, lâu đài là một ngôi nhà, HMO. Khi từ năm 2004, lâu đài được sở hữu bởi tư nhân.